# Richard Girulatis
Richard Girulatis (* 21. August 1878 in Berlin; † 12. Mai 1963) war ein deutscher Fußballspieler, -trainer und Sporthochschullehrer. Er gilt als der erste deutsche Fußballtrainer.

## Karriere
Girulatis gehörte von 1892 bis 1905 dem Berliner TuFC Union 92 an, zu dessen Mitbegründern er zählte. Bei Gründung noch dem Deutschen Fußball- und Cricket Bund angehörig, schloss sich sein Verein ab der Saison 1899/1900 dem Verband Berliner Ballspielvereine an. Während seiner Vereinszugehörigkeit hielt er sich zwischen 1903 und 1908 wiederholt in den Vereinigten Staaten auf, wirkte allerdings am 4. Juni 1905 in Leipzig beim 5:2-Sieg über den Dresdner SC im Halbfinale der Deutschen Meisterschaft mit; da seine Mannschaft eine Woche später in Köln das Finale gegen den Karlsruher FV mit 2:0 gewann, trug er zur Meisterschaft bei und durfte sich ebenso Deutscher Meister nennen.
Im Jahr 1908 endgültig nach Deutschland zurückgekehrt, übernahm er bei „seinem“ Verein den Posten des Trainers bis 1910. Nach zweijähriger Unterbrechungszeit übernahm er 1912 die Trainertätigkeit beim Berliner Tennis-Club Borussia. Er wurde nicht nur erster Trainer des Vereins, sondern wagte sich als einer der ersten Deutschen in das stark von englischen Fußballexperten dominierte Geschäft des Fußballtrainers. Um die ehrenamtliche Mannschaftsbetreuung übernehmen zu dürfen, musste er dem Verein beitreten und reguläre Beiträge zahlen.
Seine Trainertätigkeit beendete er aufgrund einer Berufung an die 1920 gegründete Deutsche Hochschule für Leibesübungen. Für den Deutschen Fußball-Bund erstellte er den ersten Lehrfilm. Bereits 1919 hatte er das erste Fußball-Lehrbuch in Deutschland veröffentlicht: Fußball. Theorie, Technik, Taktik (Verlag III. Sport, 128 Seiten).
Von April bis Dezember 1921 trainierte er den Hamburger SV, bei dem ihm Anteil am späteren Erfolg, den Gewinn der Norddeutschen Meisterschaft 1922, zuzuschreiben ist. Nach achtjähriger Unterbrechungszeit, während der er als Dozent für Fußball sich auf seine Tätigkeit an der Deutschen Hochschule für Leibesübungen konzentrierte und die Bedeutung der Sportart als Volkssport hervorhob, kehrte er Ende des Jahrzehnts wieder als Trainer auf den Sportplatz zurück.
Im Februar 1929 wurde er Trainer bei Hertha BSC. Gemeinsam mit dem vormaligen Nationalspieler Karl Tewes, der als Obmann der Mannschaft diente, sollte er die Mannschaft nach einer Serie von Misserfolgen wieder auf Vordermann bringen. Es gelang der erneute Einzug ins  Finale der Deutschen Meisterschaft von 1929, das im Juni in Düsseldorf mit 4:5 gegen Holstein Kiel verloren ging. Im November trennten sie die Wege von Girulatis und der Hertha wieder. Deren Star Hanne Sobeck wollte danach auch den Verein verlassen, ließ sich aber wieder umstimmen.
1930 entwickelte Girulatis ein neues deutsches „Torballspiel“, dass sich aber offensichtlich nicht durchsetzen konnte. 1933 zog er sich vom wirken als Sportlehrer zurück und fokussierte auf sein Sportartikelgeschäft. Es gab damals sogar Fußbälle der Marke Girulatis.

## Auszeichnung
Im Jahr 1957 ernannte der Verband Berliner Ballspielvereine ihn zu einem seiner Ehrenmitglieder.